# Darko Brašanac
Darko Brašanac (en serbe en écriture cyrillique : Дарко Брашанац), est un footballeur international serbe né le 12 février 1992 à Čajetina en Yougoslavie (auj. en Serbie). Il évolue au poste de milieu de terrain au CD Leganés.

## Biographie
En juillet 2019, Brašanac signe au CA Osasuna pour trois saisons.
Brašanac participe au championnat d'Europe des moins de 19 ans 2011 avec la sélection serbe. Son équipe atteint le stade des demi-finales, en se faisant éliminer par la République tchèque.

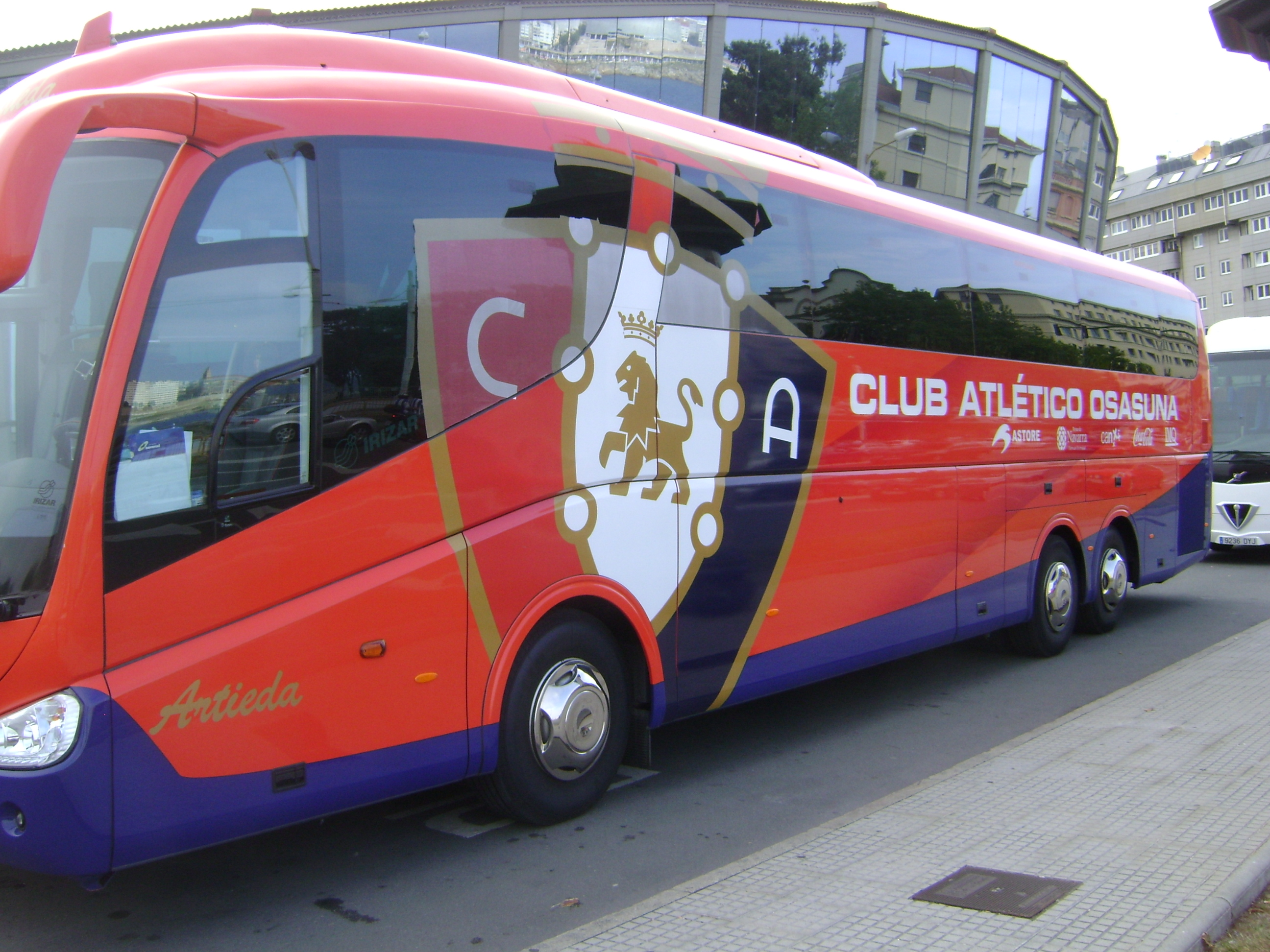
Autobus de CA Osasuna

Il est le frère de Davor Brasanac ( recruteur Charlotte FC ) .  

## Palmarès
Partizan Belgrade
- Champion de Serbie en 2010, 2011, 2013, 2015 et 2017 avec le Partizan Belgrade
- Vainqueur de la Coupe de Serbie en 2016.